# Ercole Rangoni
Ercole Rangoni (Bolonha, 1491 - Roma, 25 de agosto de 1527) foi um cardeal do século XVII.

## Biografia
Nasceu em Bolonha em Ca. 1491, onde residia temporariamente a sua família, originária de Modena. De uma família nobre. Sexto filho do conde Niccolò Rangone de Gordiguano e Bianca Bentivoglio. Seu sobrenome também está listado como Rangoni.
Estudou em Modena com Lelio Giraldi e Demetrio Moscopulo.
Quando sua mãe ficou viúva em 1500, ela levou a família de volta para Modena. Ao terminar os estudos, foi para Roma e entrou ao serviço do cardeal Giovanni de' Medici, futuro Papa Leão X. Quando o cardeal, legado papal, foi feito prisioneiro pelos franceses em 1512 em Ravenna, Ercole, que era em Roma, foi enviado por sua mãe para auxiliar o cardeal com presentes e ajuda; queria ficar com o cardeal e partilhar com ele a prisão, mas este não permitiu e pediu a Ercole que regressasse aos Médicis; quando o cardeal estava sendo transportado para a França, ajudado por Andrea Guidone, um modenês, ele escapou e foi para Piacenza e depois para Modena, onde Donna Bianca o recebeu no Palazzo Rangonee deu-lhe vestimentas, dinheiro, cavalos e uma considerável soma de prata; o cardeal foi posteriormente eleito para o pontificado e depois convidou-a para ir a Roma e tratou-a como se fosse seu próprio filho. O novo papa nomeou Ercole como seu camareiro privado e deu a Andrea Guidone o título de camareiro. Logo depois, Ercole foi nomeado protonotário apostólico.
Criado cardeal diácono no consistório de 1º de julho de 1517; recebeu o chapéu vermelho e a diaconia de S. Ágata em Suburra, 6 de julho de 1517.
Eleito bispo de Adria em 15 de junho de 1519; ocupou a sé até 27 de maio de 1524. Consagrado (nenhuma informação encontrada). Nomeado bispo de Modena, 12 de setembro de 1520; governou a diocese através de vigários gerais; ocupou a sé até sua morte. Abade comendador de S. Stefano, Bolonha. Participou do conclave de 1521-1522, que elegeu o Papa Adriano VI. Participou do conclave de 1523, que elegeu o Papa Clemente VII. Durante o saque de Roma em 1527 pelas tropas imperiais, foi preso no Castello Sant'Angelo , Roma, junto com o Papa Clemente VII; ele adoeceu mortalmente e morreu no castelo.
Morreu em Roma em 25 de agosto de 1527, Castello Sant'Angelo , Roma. Sepultado na igreja de S. Ágata em Suburra, Roma.